# Faraonismo

Taha Hussein, uno de los principales promotores del faraonismo.

Faraonismo es una ideología que cobró prominencia en Egipto en las décadas de 1920 y 1930. Una versión del nacionalismo egipcio, sostenía la existencia de una continuidad nacional egipcia desde la antigüedad hasta la era moderna, destacando el papel del Antiguo Egipto e incorporando un sentimiento anticolonial. El defensor más destacado del faraonismo fue Taha Hussein.

## Identidad egipcia
La identidad egipcia desde el Imperio Nuevo de la Edad del Bronce evolucionó durante el período más largo bajo la influencia de la cultura, la religión y la identidad egipcias nativas (véase Antiguo Egipto). Posteriormente, los egipcios quedaron bajo la influencia de una sucesión de varios gobernantes extranjeros, incluidos persas, grecomacedonios, romanos y califatos árabes. Bajo estos gobernantes extranjeros, los egipcios adoptaron tres religiones nuevas, el cristianismo, el judaísmo y el islam, y produjeron una nueva lengua, el árabe egipcio. En el siglo IV, la mayoría de los egipcios se había convertido al cristianismo y en 535 el emperador romano Justiniano ordenó cerrar el templo de Isis en Filé, lo que marcó el fin formal de la religión antigua de Egipto.
Durante la Edad Media, los monumentos de la civilización del antiguo Egipto fueron destruidos como vestigios de una época de yahiliyya («ignorancia preislámica»). La mayor parte de la destrucción de las ruinas ocurrió en los siglos XIII y XIV, una época de inundaciones, hambrunas y plagas en Egipto, lo que llevó a algunas personas a creer que Alá estaba castigando a los egipcios por la existencia continuada de estas reliquias de un tiempo de yahiliyya. Los actos de destrucción más notables en la Edad Media fueron el derribo de una estatua de la diosa Isis en 1311 en Fustat y la destrucción de un templo en Menfis en 1350, lo que inspiró gran alivio cuando se descubrió que el «mal de ojo» (el Ojo de Horus) en los muros del templo no causó la muerte de quienes lo destruían, como se temía.
El Corán señaló al Faraón cuya historia se relata en el Libro del Éxodo como un tirano especialmente cruel opuesto a Alá y, en general, los faraones son retratados en la tradición islámica como déspotas depravados que se regodean en la yahiliyya. Varios líderes musulmanes como el califa Yazid III ordenaron la destrucción de todos los monumentos faraónicos. Sin embargo, hay pruebas considerables de orgullo local popular por monumentos como las pirámides de Guiza y la Gran Esfinge de Guiza, tanto que estos monumentos nunca fueron destruidos por miedo a causar disturbios. Los monumentos del Egipto faraónico se consideraban generalmente poseedores de poderes mágicos y eran vistos como objetos de respeto por los egipcios de a pie, a pesar de que el Corán execraba las creencias del antiguo Egipto (como el politeísmo y la adoración de los faraones) como un período especialmente reprobable de yahiliyya. Aún en 1378, se informó que campesinos nominalmente musulmanes quemaban incienso por la noche frente a la Esfinge mientras proferían oraciones que, se decía, facultaban a la Esfinge para hablar, lo que llevó a un santo sufí a atacar a la Esfinge. Las leyendas locales afirmaban que el ataque a la Esfinge provocó una enorme tormenta de arena en Guiza, que solo terminó con el linchamiento del santo.
En Egipto, la creencia en los poderes mágicos de las pirámides y las ruinas antiguas desempeñó un papel significativo en su preservación. Algunos incluso advirtieron de consecuencias nefastas si eran destruidas, lo que llevó a la conclusión de que lo mejor era dejarlas intactas. Estas creencias demostraron un sentido de orgullo y reverencia por el antiguo pasado de Egipto. Además, en la Edad Media, los egipcios crearon una historia que asociaba al Faraón mencionado en los textos religiosos con Irán, con el objetivo de salvaguardar el orgullo pese a la condena en el Corán. Para proteger las ruinas, a menudo las atribuían a figuras islámicas, convirtiéndolas en sitios cuasi islámicos que quedaban protegidos de la destrucción.
Debido a que el conocimiento de los jeroglíficos se había perdido desde el siglo VI hasta 1822, cuando Jean-François Champollion descifró la Piedra de Rosetta, la memoria del antiguo Egipto era la de una civilización impresionante que construyó diversos monumentos cuyo significado preciso hacía mucho se había perdido, lo que limitaba el grado de identificación popular con ella. Muhammad Alí el Grande, el comerciante de tabaco albanés convertido en valí (gobernador) otomano de Egipto, que gobernó el país con mano de hierro desde 1805 hasta su muerte en 1849, no tenía interés en las ruinas del antiguo Egipto salvo como fuente de obsequios para líderes extranjeros. Asimismo, Muhammad Alí tuvo una actitud permisiva hacia que los europeos se llevaran reliquias del antiguo Egipto, permitiendo el saqueo de varios sitios, como el del italiano Giovanni Battista Belzoni, mientras que un destino diplomático en El Cairo era muy codiciado por las oportunidades de expolio. Uno de los funcionarios de Muhammad Alí, Rifa'a al-Tahtawi, lo persuadió en 1836 para que emprendiera la preservación del patrimonio de Egipto poniendo fin al saqueo de los sitios y creando un museo para exhibir los tesoros de Egipto en lugar de permitir que fueran llevados a Europa. Tahtawi publicó más tarde una historia del antiguo Egipto en 1868, que aprovechó los descubrimientos de los arqueólogos y el desciframiento de los jeroglíficos, marcando la primera vez que el patrimonio del antiguo Egipto fue utilizado como símbolo de orgullo nacional en el Egipto moderno.

## Nacionalismo egipcio
Las cuestiones de identidad salieron a primer plano en el siglo XX cuando los egipcios buscaron poner fin a la ocupación británica de Egipto, lo que llevó al surgimiento del nacionalismo egipcio etnoterritorial y secular (también conocido como «faraonismo»). El faraonismo se convirtió en el modo dominante de expresión de los activistas anticoloniales egipcios del período de entreguerras y anterior, según el historiador moderno y profesor de la Universidad de Colorado James P. Jankowski;

"Lo más significativo [sobre Egipto en este período] es la ausencia de un componente árabe en el nacionalismo egipcio temprano. El impulso del desarrollo político, económico y cultural egipcio a lo largo del siglo XIX trabajó en contra, en lugar de a favor, de una orientación "árabe"... Esta situación —la de trayectorias políticas divergentes para egipcios y árabes—, si acaso se incrementó después de 1900."

El faraonismo celebró a Egipto como una unidad geográfica y política distinta cuyos orígenes se remontaban a la unificación del Alto y Bajo Egipto hacia el 3100 a. C., y que presentaba a Egipto como más estrechamente vinculado a Europa que a Oriente Medio. El enfoque en el pasado del antiguo Egipto se utilizó como símbolo de la singularidad egipcia, que se empleó para minimizar las identidades árabe e islámica, y tuvo la intención de presentar a Egipto como una nación europea en lugar de cercano oriental. El faraonismo apareció por primera vez a principios del siglo XX en los escritos de Mustafa Kamil Pasha, quien llamó a Egipto el primer Estado del mundo, y de Ahmed Lutfi el-Sayed, quien escribió sobre un «núcleo faraónico» que sobrevivía en el Egipto moderno.
En 1931, tras una visita a Egipto, el nacionalista árabe sirio Sati' al-Husri comentó que:

"[Los egipcios] no poseían un sentimiento nacionalista árabe; no aceptaban que Egipto fuera parte de las tierras árabes, y no reconocerían que el pueblo egipcio formaba parte de la nación árabe."

 A finales de la década de 1930 surgiría un período formativo para el nacionalismo árabe en Egipto, en gran parte debido a los esfuerzos de intelectuales sirios/palestinos/libaneses. No obstante, un año después del establecimiento de la Liga Árabe en 1945, con sede en El Cairo, el historiador de la Universidad de Oxford H. S. Deighton aún escribía:

Los egipcios no son árabes, y tanto ellos como los árabes son conscientes de este hecho. Son de habla árabe y son musulmanes; de hecho, la religión desempeña un papel mayor en sus vidas que en las de los sirios. Pero el egipcio, durante los primeros treinta años del [siglo] XX, no era consciente de ningún vínculo particular con el Oriente árabe... Egipto ve en la causa árabe un objetivo digno de simpatía real y activa y, al mismo tiempo, una gran y adecuada oportunidad para el ejercicio del liderazgo, así como para el disfrute de sus frutos. Pero sigue siendo egipcio primero y árabe solo en consecuencia, y sus principales intereses continúan siendo domésticos.

Uno de los nacionalistas egipcios más prominentes y críticos del panarabismo fue el escritor egipcio más notable del siglo XX, Taha Hussein. Expresó en múltiples ocasiones su desacuerdo con la unidad árabe y sus creencias en el nacionalismo egipcio. En uno de sus artículos más conocidos, escrito en 1933 en la revista Kawkab el Sharq, escribió:

El faraonismo está profundamente arraigado en los espíritus de los egipcios. Permanecerá así, y debe continuar y hacerse más fuerte. El egipcio es faraónico antes que árabe. No se debe pedir a Egipto que niegue su faraonismo porque eso significaría: ¡Egipto, destruye tu Esfinge y tus pirámides, olvida quién eres y síguenos! ¡No pidáis a Egipto más de lo que puede ofrecer! Egipto nunca formará parte de alguna unidad árabe, ya sea que la capital [de esa unidad] fuera El Cairo, Damasco o Bagdad.

Se ha argumentado que hasta la década de 1940 Egipto se inclinaba más por el nacionalismo territorial egipcio y distaba de la ideología panárabe. En general, los egipcios no se identificaban como árabes, y es revelador que cuando el líder nacionalista egipcio Saad Zaghlul se reunió con los delegados árabes en Versalles en 1918, insistió en que sus luchas por la estatalidad no estaban conectadas, afirmando que el problema de Egipto era un problema egipcio y no árabe.
En febrero de 1924, Zaghlul, ya primer ministro de Egipto, hizo incautar todos los tesoros hallados en la tumba del rey Tutankamón al equipo arqueológico británico dirigido por Howard Carter, alegando que los tesoros pertenecían a Egipto y para impedir que Carter se los llevara a Gran Bretaña, como quería. Zaghlul justificó la incautación alegando que «es deber del gobierno defender los derechos y la dignidad de la nación». El 6 de marzo de 1924, Zaghlul abrió oficialmente la tumba de Tutankamón al público egipcio en una elaborada ceremonia celebrada de noche, con el cielo iluminado por proyectores, que supuestamente atrajo a la mayor multitud jamás vista en Lúxor. La apertura de la tumba de Tutankamón se convirtió en una demostración nacionalista cuando llegó el Alto Comisionado británico, el mariscal de campo Edmund Allenby, y fue abucheado ruidosamente por la multitud, que empezó a exigir la evacuación inmediata de los británicos de Egipto. El Tutankamón, muerto hacía mucho tiempo, fue convertido por el Partido Wafd en un símbolo del nacionalismo egipcio, razón por la cual los planes de Carter de llevarse los tesoros de su tumba suscitaron tanta oposición en Egipto. Sin embargo, el caso de los tesoros de Tutankamón fue meramente un movimiento oportunista de Zaghlul para afirmar la independencia egipcia —que solo se había obtenido en febrero de 1922— frente a Carter y su equipo, a quienes se veía actuar con arrogancia hacia los egipcios.
Ahmed Hussein —quien fundó en 1933 la nacionalista y fascista Sociedad Joven Egipto— afirmó que se interesó por el nacionalismo egipcio tras un viaje de exploración por el Valle de los Reyes en 1928, que le inspiró la creencia de que si Egipto fue grande una vez, entonces podía ser grande de nuevo. La Sociedad Joven Egipto glorificó el pasado del antiguo Egipto, que se mencionaba regularmente en los mítines del partido, y en referencia a la aristocracia turco-circasiana de Egipto exigía que Egipto tuviera «un líder de acción, que no sea de sangre turca o circasia, sino de sangre faraónica». Inicialmente, la Sociedad Joven Egipto tenía una interpretación muy particularista del nacionalismo egipcio, que enfatizaba que Egipto no era solo otra nación musulmana y/o árabe, sino que poseía una identidad muy distintiva debido al legado del antiguo Egipto. La Sociedad Joven Egipto, que se modeló de cerca siguiendo los movimientos fascistas de Italia y Alemania, pidió la retirada británica de Egipto, la unión de Egipto y Sudán y que Egipto, bajo la bandera del nacionalismo árabe, creara un imperio que se extendiera desde el Atlántico hasta el océano Índico. La invocación de las glorias del antiguo Egipto por parte de la Sociedad Joven Egipto se utilizó para explicar por qué los egipcios debían dominar el propuesto Estado panárabe. Sin embargo, Hussein descubrió que el faraonismo solo atraía a los egipcios de clase media, y limitaba el atractivo de su partido ante las masas egipcias. A partir de 1940, la Sociedad Joven Egipto abandonó el faraonismo y trató de reinventarse como un partido islamista fundamentalista.
El «faraonismo» fue condenado por Hasán al-Banna, el fundador y Guía Supremo de los Hermanos Musulmanes, por glorificar un período de yahiliyya, que es el término islámico para el pasado preislámico. En un artículo de 1937, Banna atacó el faraonismo por glorificar a los «faraones paganos reaccionarios» como Ajenatón, Ramsés el Grande y Tutankamón en lugar de Mahoma y sus compañeros y por buscar «aniquilar» la identidad musulmana de Egipto. Banna insistió en que Egipto solo podía ser parte de la ummah («comunidad») islámica más amplia y que cualquier esfuerzo por marcar la singularidad egipcia respecto del resto del mundo islámico iba en contra de la voluntad de Alá.

## Identidad árabe
Sin embargo, Egipto bajo el rey Faruq fue miembro fundador de la Liga Árabe en 1945 y el primer Estado árabe en declarar la guerra en apoyo de los palestinos en la Guerra de Palestina de 1948. Este sentimiento nacionalista árabe aumentó exponencialmente tras la Revolución egipcia de 1952. Los líderes principales de la Revolución, Muhammad Naguib y Gamal Abdel Nasser, eran fervientes nacionalistas árabes que subrayaron que el orgullo por la identidad indígena individual de Egipto era plenamente compatible con el orgullo por una identidad cultural árabe general. Fue durante el mandato de Naguib como líder cuando Egipto adoptó la Bandera de la Liberación Árabe para simbolizar los vínculos del país con el resto del mundo árabe.
Durante un tiempo, Egipto y Siria formaron la República Árabe Unida. Cuando la unión se disolvió, Egipto siguió siendo conocido como la UAR hasta 1971, cuando Egipto adoptó el nombre oficial actual, la República Árabe de Egipto. El apego de los egipcios al arabismo, sin embargo, fue particularmente cuestionado tras la Guerra de los Seis Días de 1967. Miles de egipcios perdieron la vida y el país se desilusionó con la política panárabe. El sucesor de Nasser, Anwar el-Sadat, tanto mediante la política pública como con su iniciativa de paz con Israel, revivió una orientación egipcia incontestada, afirmando inequívocamente que solo Egipto y los egipcios eran su responsabilidad. Los términos «árabe», «arabismo» y «unidad árabe», salvo el nuevo nombre oficial, se volvieron conspicuamente ausentes. (Véanse también las secciones Edad liberal y República). Sadat solo recurrió al faraonismo para consumo internacional, como cuando organizó que la momia del rey Ramsés el Grande fuera a París para trabajos de restauración en 1974; insistió en que los franceses proporcionaran una guardia de honor en el aeropuerto Charles de Gaulle para disparar una salva de 21 cañonazos, como corresponde a un jefe de Estado, cuando el féretro que contenía el cadáver del rey Ramsés tocó suelo francés. En el ámbito interno, el faraonismo fue desalentado bajo Sadat, quien cerró la sala de las momias en el Museo Egipcio de El Cairo por ofender las sensibilidades musulmanas, aunque en privado se decía que Sadat comentó que «los reyes egipcios no deben convertirse en espectáculo», lo que sugiere cierto grado de respeto por el pasado antiguo.
Aunque la abrumadora mayoría de los egipcios hoy continúan autoidentificándose como árabes en un sentido lingüístico, una minoría creciente lo rechaza, señalando los fracasos de las políticas nacionalistas árabes y panárabes, e incluso expresando públicamente su objeción al nombre oficial actual del país.
A finales de 2007, el diario el-Masri el-Yom realizó una entrevista en una parada de autobús en el distrito obrero de Imbaba para preguntar a los ciudadanos qué representaba para ellos el nacionalismo árabe (el-qawmeyya el-'arabeyya). Un joven musulmán egipcio respondió: «El nacionalismo árabe significa que el ministro de Asuntos Exteriores egipcio en Jerusalén es humillado por los palestinos, que los líderes árabes bailan al enterarse de la muerte de Sadat, que los egipcios son humillados en Arabia Oriental, y por supuesto que los países árabes luchan contra Israel hasta el último soldado egipcio». Otro opinó que «los países árabes odian a los egipcios», y que la unidad con Israel incluso podría ser más posible que el nacionalismo árabe, porque cree que los israelíes al menos respetarían a los egipcios.
Algunos egipcios prominentes contemporáneos que se oponen al nacionalismo árabe o a la idea de que los egipcios sean árabes incluyen al secretario general del Consejo Supremo de Antigüedades Zahi Hawass, el escritor popular Osama Anwar Okasha, la profesora egipcia de la Universidad de Harvard Leila Ahmed, la diputada Suzie Greiss, además de diferentes grupos e intelectuales locales. Este entendimiento también se expresa en otros contextos, como en la novela de Neil DeRosa Joseph's Seed en su representación de un personaje egipcio «que declara que los egipcios no son árabes y nunca lo serán».

## Crítica al nacionalismo árabe
Los críticos egipcios del nacionalismo árabe sostienen que este último ha operado para erosionar y/o relegar la identidad nativa egipcia superponiendo solo un aspecto de la cultura de Egipto. Estas visiones y fuentes de identificación colectiva en el Estado egipcio se recogen en las palabras de una antropóloga lingüística que realizó trabajo de campo en El Cairo:

Históricamente, los egipcios se han considerado distintos de los «árabes» y, incluso en la actualidad, rara vez hacen esa identificación en contextos casuales; il-'arab [los árabes], tal como la usan los egipcios, se refiere principalmente a los habitantes de los estados del Golfo... Egipto ha sido tanto un líder del panarabismo como un lugar de intensa resistencia hacia esa ideología. Hubo que convertir a los egipcios, a menudo por la fuerza, en «árabes» [durante la era de Nasser} porque históricamente no se identificaban como tales. Egipto fue conscientemente una nación no solo antes del panarabismo sino también antes de convertirse en colonia del Imperio británico. Su continuidad territorial desde la antigüedad, su historia única ejemplificada en su pasado faraónico y, más tarde, su lengua y cultura coptas, ya habían hecho de Egipto una nación durante siglos. Los egipcios se veían a sí mismos, su historia, su cultura y su lengua como específicamente egipcias y no «árabes».

## Coptos
Muchos intelectuales coptos sostienen una versión del faraonismo que afirma que la cultura copta deriva en gran medida de la cultura egipcia precristiana. Le otorga a los coptos un reclamo de una herencia profunda en la historia y cultura egipcias. Sin embargo, algunos académicos occidentales hoy ven el faraonismo como un desarrollo tardío, argumentando que fue moldeado principalmente por el orientalismo, y dudan de su validez.

## Posibles problemas del faraonismo como ideología integradora
El arqueólogo canadiense Michael Wood argumentó que uno de los principales problemas del faraonismo como ideología integradora para la población es que glorifica un período demasiado remoto para la mayoría de los egipcios y, además, uno que carece de signos visibles de continuidad para la mayoría musulmana de habla árabe, como una lengua, cultura o alfabeto comunes. Wood señaló que la creencia popular de que el antiguo Egipto fue un «Estado esclavista» ha sido cuestionada por arqueólogos e historiadores, pero esta imagen popular —sostenida tanto en las naciones islámicas como en las occidentales— de un «Estado esclavista» dificulta la identificación con este período. La historia contada en el Libro del Éxodo de un faraón innominado cuya crueldad lo llevó a esclavizar a los israelitas y cuya arrogancia causó su muerte cuando imprudentemente intentó seguir a Moisés a través de la partición del mar Rojo ha llevado a que los faraones sean retratados a lo largo de los siglos como un símbolo de tiranía. Cuando el presidente Sadat fue asesinado el 6 de octubre de 1981 durante la revista de un desfile militar en El Cairo, se oyó a sus asesinos, fundamentalistas musulmanes, gritar: «¡Hemos matado al Faraón!». En árabe, el verbo tafarʿana, que significa actuar tiránicamente, se traduce literalmente como «actuar faraónicamente».
Wood escribió que incluso las ruinas supervivientes del antiguo Egipto, compuestas en su mayoría por «tumbas, palacios y templos, reliquias de una sociedad pagana aristocrática obsesionada con la muerte», parecen confirmar la imagen popular de un «Estado esclavista», mientras que los «modelos más sofisticados de la historia egipcia, desarrollados principalmente por estudiosos extranjeros, siguen siendo ignorados». Las ruinas del antiguo Egipto, con sus jactancias pomposas y grandilocuentes sobre la grandeza de los reyes-dios que las mandaron construir, dan la impresión de una sociedad devotamente entregada a servir a los reyes que se proclamaban dioses vivientes. Wood escribió que no es seguro que este fuera realmente el caso, ya que los egiptólogos saben muy poco sobre los sentimientos y pensamientos de la gente común en el antiguo Egipto, pero está claro que el antiguo Egipto era una «sociedad altamente estratificada», lo que dificulta que la gente de hoy se identifique con una sociedad cuyos valores eran tan diferentes de los actuales.
Una de las principales razones por las que el faraonismo entró en declive a partir de la década de 1940 fue porque el Corán condena con tanta fuerza al antiguo Egipto, lo que hace muy difícil para los musulmanes egipcios usar los símbolos del antiguo Egipto sin suscitar acusaciones de abandonar su fe. Wood escribió que una diferencia fundamental entre Egipto y México es que los mexicanos pueden y de hecho incorporan elementos de las civilizaciones mesoamericanas como los olmecas, los mayas y los mexicas (aztecas), que se ven como parte de una continuidad nacional interrumpida por la conquista española de 1519–1521 y reanudada con la independencia en 1821, mientras que es imposible para los egipcios usar símbolos faraónicos «sin quedar expuestos a acusaciones de que dichos símbolos eran no islámicos o antiislámicos». Wood escribió: «El islam y el Egipto de los faraones solo podían reconciliarse con gran dificultad; al final no podían sino competir... Los nacionalistas egipcios que quisieran mirar a su historia antigua en busca de inspiración tendrían que empezar de cero y tendrían que distanciarse de una identidad islámica con la que el pasado faraónico no podía realmente coexistir».
Otro problema fue el modo en que casi todo el trabajo arqueológico sobre el antiguo Egipto en el siglo XIX y la primera mitad del siglo XX fue realizado por arqueólogos extranjeros que desalentaron a los egipcios de estudiar el período. Los arqueólogos occidentales tendían a considerar que el estudio del antiguo Egipto no tenía nada que ver con el Egipto moderno; incluso el término egiptología se refiere al estudio del Egipto prerromano, no del Egipto moderno. En el siglo XIX, se idearon varias teorías raciales para afirmar que los egipcios no eran los descendientes de los antiguos egipcios o, alternativamente, que la historia del antiguo Egipto era un ciclo de renovación causado por las conquistas de invasores racialmente superiores y de declive causado por el mestizaje con la población nativa racialmente inferior. El propósito de tales teorías era afirmar que Occidente era el «verdadero heredero» del antiguo Egipto, cuyo pueblo era visto como «occidentales honorarios» sin conexión con los egipcios modernos. Los efectos de tales esfuerzos fueron persuadir a muchos egipcios de que el pasado faraónico no era en efecto parte de su patrimonio.
Además, dado que la lengua copta desciende del idioma egipcio antiguo, desde el siglo XIX varios coptos se han identificado con el faraonismo como una forma de enfatizar que son egipcios «más puros» que la mayoría musulmana. Para fines de construcción de una identidad nacional, una ideología que pueda usarse para privilegiar a una minoría como más auténticamente egipcia que la mayoría plantea problemas, y en general, los esfuerzos por construir una identidad nacional egipcia que abarque tanto a musulmanes como a coptos han recurrido a períodos más recientes del pasado. Wood escribió que, para los fines de construir orgullo nacional, «el pasado faraónico, para el nacionalista egipcio, era sencillamente el pasado equivocado».

## Resurgimiento en la década de 2020
Se ha observado un resurgimiento de representaciones y discursos faraónicos en el Egipto actual, tanto desde el Estado como desde el pueblo.
El gobierno egipcio bajo el presidente Abdel Fatá el-Sisi ha abrazado abiertamente la estética del antiguo Egipto. En 2020, se erigió en la Plaza Tahrir un obelisco de 90 toneladas que representa al faraón Ramsés II. A lo largo de 2021 se organizaron varios desfiles en torno al traslado de momias y otros artefactos al Gran Museo Egipcio. Espectáculos similares, incluidas actuaciones musicales en el egipcio antiguo, siguieron a la apertura de la Avenida de las esfinges más tarde ese año. La primera dama Entissar Amer declaró que se sentía orgullosa de «pertenecer a una civilización antigua».
En 2023, hubo una indignación pública masiva en Egipto por la representación históricamente inexacta de Cleopatra como una africana negra en la serie docudrama de Netflix African Queens. La actriz en cuestión, Adele James, recibió una oleada de comentarios abusivos de egipcios en redes sociales. La reacción se representó mediante el uso de la etiqueta #مصر_للمصريين (Egipto para los egipcios). Los jóvenes egipcios compartieron fotos en línea que mostraban sus propios rostros yuxtapuestos con los de reyes, reinas o figuras cotidianas del antiguo Egipto, con la intención de mostrar las similitudes físicas entre los egipcios modernos y sus homólogos antiguos, afirmando una continuidad nacional.
El gobierno egipcio también comentó la controversia, y el Ministerio de Turismo y Antigüedades de Egipto declaró que la serie representaba una «falsificación de la historia de Egipto». El secretario general del Consejo Supremo de Antigüedades, a través del Ministerio de Turismo y Antigüedades de Egipto, publicó una declaración sobre el asunto afirmando que la reina Cleopatra era «de piel clara y [tenía] rasgos helénicos».

### Citas
1. ↑  Lietzelman, Harley (2014–15). «Pharaonism: Decolonizing Historical Identity».
2. 1 2 3 4 5 6  Wood, 1998, p. 194.
3. 1 2 3 4 5 6 7 8 9  Wood, 1998, p. 187.
4. 1 2  Wood, 1998, pp. 187–188.
5. ↑  Wood, 1998, p. 189.
6. 1 2  Wood, 1998, pp. 189–190.
7. 1 2  Wood, 1998, p. 180.
8. ↑  Jankowski, 1991, pp. 244–245.
9. 1 2 3  Wood, 1998, p. 181.
10. ↑  Quoted in Dawisha, 2005
11. ↑  Jankowski, 1991, p. 246.
12. ↑  Deighton, H. S. "The Arab Middle East and the Modern World", International Affairs, vol. xxii, no. 4 (October 1946), p. 519.
13. ↑  Taha Hussein, "Kawkab el Sharq", August 12, 1933: إن الفرعونية متأصلة فى نفوس المصريين ، وستبقى كذلك بل يجب أن تبقى وتقوى ، والمصرى فرعونى قبل أن يكون عربياً ولا يطلب من مصر أن تتخلى عن فرعونيتها وإلا كان معنى ذلك : اهدمى يا مصر أبا الهول والأهرام، وانسى نفسك واتبعينا ... لا تطلبوا de مصر más de lo que pueda dar, مصر لن تدخل فى وحدة عربية سواء كانت العاصمة القاهرة أم دمشق أم بغداد
14. ↑  Makropoulou, Ifigenia. Pan-Arabism: What Destroyed the Ideology of Arab Nationalism?  (enlace roto disponible en este archivo).. Hellenic Center for European Studies. January 15, 2007.
15. 1 2 3 4 5 6  Wood, 1998, p. 183.
16. ↑  Wood, 1998, p. 182.
17. ↑  Wood, 1998, pp. 193–194.
18. 1 2 3 4 5 6  Wood, 1998, p. 184.
19. 1 2  Wood, 1998, p. 185.
20. ↑  "1971 – Egypt's new constitution is introduced and the country is renamed the Arab Republic of Egypt." Timeline Egypt. BBC News, Timeline: Egypt
21. ↑  Dawisha, 2005
22. ↑  Dawisha, 2005
23. 1 2 3  Wood, 1998, p. 186.
24. 1 2  «An Egyptian, and an Arab | Baher Ibrahim». the Guardian (en inglés). 8 de julio de 2010. Consultado el 1 de septiembre de 2021.
25. 1 2  Ragab, Ahmed. El-Masry el-Yom Newspaper. "What is the definition of 'Arab Nationalism': Question at a bus stop in Imbaba"  (enlace roto disponible en este archivo).. May 21, 2007.
26. ↑  In response to queries about Tutankhamun in a recent lecture, Hawass declared "Egyptians are not Arabs..." «Tutankhamun was not black: Egypt antiquities chief». AFP. Archivado desde el original el 13 de febrero de 2012. Consultado el 27 de septiembre de 2007. Parámetro desconocido |url-status= ignorado (ayuda)
27. ↑  An Interculturalist in Cairo. InterCultures Magazine. January 2007.
28. ↑  We are Egyptians, not Arabs  (enlace roto disponible en este archivo).. ArabicNews.com. 11/06.2003.
29. ↑  Egyptian people section from Arab.Net
30. ↑  Princeton Alumni Weekly
31. ↑  Review by Michelle Fram Cohen. The Atlasphere. January 17, 2005.
32. ↑  Haeri, Niloofar. Sacred language, Ordinary People: Dilemmas of Culture and Politics in Egypt. New York: Palgrave Macmillan. 2003, pp. 47, 136.
33. ↑  van der Vliet, Jacques (June 2009). «The Copts: 'Modern Sons of the Pharaohs'?». Church History & Religious Culture 89 (1–3): 279-290. doi:10.1163/187124109X407934.
34. ↑  Reid, Donald Malcolm (2003). Whose Pharaohs?: Archaeology, Museums, and Egyptian National Identity from Napoleon to World War I. University of California Press. p. 258ff. ISBN 9780520240698.
35. 1 2  Wood, 1998, p. 188.
36. ↑  Wood, 1998, pp. 188–189.
37. ↑  Wood, 1998, p. 190.
38. 1 2  Wood, 1998, p. 191.
39. 1 2  Wood, 1998, p. 193.
40. 1 2  Wood, 1998, p. 195.
41. 1 2  Anderson, Kyle J. (23 de noviembre de 2021). «Egypt's grandiose neo-Pharaonism and strongman politics». The New Arab (en inglés). Consultado el 18 de octubre de 2023.
42. ↑  Ibraheem, Dalia (13 de junio de 2023). «Neo-Pharaonism, Egypt's ultra-nationalists and the hidden hand of the state». African Arguments (en inglés británico). Consultado el 18 de octubre de 2023.
43. ↑  «Young Egyptians Create Viral Campaign Against Netflix’s ‘Queen Cleopatra’ | Egyptian Streets» (en inglés estadounidense). 1 de mayo de 2023. Consultado el 18 de octubre de 2023.
44. ↑  «Netflix: Egyptians launch social media campaign over Cleopatra depiction». Middle East Eye (en inglés). Consultado el 18 de octubre de 2023.
45. ↑  Kapetopoulos, Fotis (29 de abril de 2023). «Egypt calls Netflix Cleopatra doco "a falsification of Egyptian history and a blatant historical misconception"». NEOS KOSMOS (en inglés). Consultado el 18 de octubre de 2023.
46. ↑  «Egypt’s Racial Nationalism: Neo-Pharaonism as a Tool of the State». The Tahrir Institute for Middle East Policy (en inglés estadounidense). 20 de septiembre de 2023. Consultado el 18 de octubre de 2023.